# 鹽田康一
鹽田康一（1965年10月15日—）是一位日本的政治人物，畢業於東京大學法學部。現任鹿兒島縣知事。

## 經歷
出生於鹿兒島市。就讀於伊仙町立伊仙小學校、鹿兒島市立草牟田小學校、喇沙中學校·高等學校，東京大學法學部畢業。
1988年，進入通商產業省（現經濟產業省）工作。曾任人吉稅務署長、日本駐義大利大使館一等書記官、政策局地域經濟產業政策課長、内閣府地方創生推進室次長、大臣官房審議官（負責產業保安）等職位。
2018年6月20日，擔任九州經濟產業局局長。2019年12月21日，從經濟產業省退職。
他以無黨籍身份參選2020年鹿兒島縣知事選舉，最終獲得222,676票擊敗自民黨、公明黨推薦的現任知事三反園訓和立憲民主黨鹿兒島縣黨部推薦的伊藤祐一郎等其他六名候選人順利當選。

## 外部連結
- しおた康一｜塩田康一公式サイト（页面存档备份，存于） （日語）
- 塩田康一後援会的Facebook專頁 （日語）